# Samuel Lew Ogiński
Samuel Lew Ogiński z Kozielska herbu Oginiec (zm. 1657 w Kroniach) – ciwun trocki w latach 1633 – 1657, stolnik trocki w latach 1620 – 1633.
Był wyznawcą prawosławia.
Poseł na sejm 1643 roku, sejm 1647 roku.
Poseł nieznanego sejmiku na sejm koronacyjny 1649 roku.